# Эмелизе, Питер
Питер Эмелизе (англ. Peter Emelieze; род. 19 апреля 1988, Лагос) — нигерийский легкоатлет, специалист по бегу на короткие дистанции. Выступал за сборную Нигерии по лёгкой атлетике в период 2003—2012 годов, чемпион Африки, участник летних Олимпийских игр в Лондоне. В конце 2010-х годов в течение некоторого времени также представлял Германию.

## Биография
Питер Эмелизе родился 19 апреля 1988 года в Лагосе, Нигерия.
Впервые заявил о себе в лёгкой атлетике на международной арене в сезоне 2003 года, выиграв серебряную медаль в беге на 100 метров на юниорском чемпионате Африки в Камеруне. Год спустя выступил на чемпионате мира среди юниоров в Италии, где стартовал в беге на 100 метров и эстафете 4 × 100 метров.
В 2006 году вошёл в основной состав нигерийской национальной сборной и побывал на африканском первенстве в Бамбусе, откуда привёз награду золотого достоинства, выигранную в эстафете 4 × 100 метров. Кроме того, отметился выступлением на Играх Содружества в Мельбурне, но здесь попасть в число призёров не смог.
В 2008 году установил свой личный рекорд в беге на 100 метров, показав время 10,18 секунды. Стартовал в данной дисциплине на чемпионате мира в Берлине.
На Играх Содружества 2010 года в Дели занял шестое место в беге на 100 метров и остановился на квалификационном этапе эстафеты 4 × 100 метров. Бежал дистанцию 60 метров на чемпионате мира в помещении в Дохе.
В 2011 году стартовал на Всеафриканских играх в Мапуту и на мировом первенстве в Тэгу.
На чемпионате Африки в Порто-Ново стал серебряным призёром в эстафете 4 × 100 метров, уступив в финале только команде из ЮАР. Благодаря череде удачных выступлений удостоился права защищать честь страны на летних Олимпийских играх в Лондоне — в программе мужского бега на 100 метров остановился на стадии четвертьфиналов.
Впоследствии переехал на постоянное жительство в Германию и в течение некоторого времени представлял немецкую национальную сборную. Так, в 2016 году выиграл бронзовую медаль на чемпионате Германии в Касселе в беге на 100 метров, пропустив вперёд только Юлиана Ройса и Роберта Херинга.
В 2018 году выступал за Германию в беге на 60 метров на чемпионате мира в помещении в Бирмингеме.